# Gare de Beussent
La gare de Beussent est une ancienne gare ferroviaire française de la ligne d'Aire-sur-la-Lys à Berck-Plage, située dans le centre-bourg de la commune de Beussent, dans le département du Pas-de-Calais, en région Hauts-de-France.
Elle est mise en service en 1893 par la Compagnie AFRB, avant d'être fermée en 1955 par les VFIL.

## Situation ferroviaire
Établie à 33 mètres d'altitude, la gare de Beussent est située au point kilométrique (PK) 65,0 de la ligne d'Aire-sur-la-Lys à Berck-Plage (chemin de fer secondaire à voie unique et métrique, totalement déclassé et déferré), entre les haltes détruites d'Engoudsent et d'Inxent.

## Histoire
La gare est ouverte le 30 juillet 1893, à l'occasion de la mise en service de la section Rimeux - Gournay – Montreuil-sur-Mer de la ligne d'Aire-sur-la-Lys à Berck-Plage, par la Compagnie des Chemins de Fer d'Aire à Fruges et de Rimeux-Gournay à Berck ou AFRB (soit le concessionnaire). Celle-ci intègre la Compagnie générale de voies ferrées d'intérêt local (VFIL) en 1919, qui ferme la dernière section de la ligne comprise entre Rimeux - Gournay et Berck-Plage (et donc la gare de Beussent) le 1er mars 1955, sur décision du conseil général du Pas-de-Calais (propriétaire et financeur de l'infrastructure).

## Patrimoine ferroviaire
L'ancien bâtiment voyageurs est reconverti en mairie et agence postale de la commune. En outre, l'ancienne annexe sanitaire subsiste, tandis que toutes les autres infrastructures de la plate-forme ferroviaire ont été supprimées.